# 朱璟溧
朱璟溧（？—1662年12月31日），明朝宗室、南明政治與軍事人物，錢海岳認定他就是查繼佐《罪惟錄》記載的定武帝。

## 生平
朱璟溧是韓端王朱朗錡的兒子，襲封韓王日期不詳，南京失守後流浪貴陽，皮熊厚待他，讓其女兒成為王妃；由於他曾經歷患難，故略懂行伍，帶領關隴健兒輾轉到韶州、仁化。福京淪陷後，他在平溪稱帝，建元定武；很快他得知永曆帝即位，就傳達奏章說明長幼，不對永曆帝稱臣，又向北抵御清兵，保住鄖西的房山，自行發號施令。奉天遭清朝攻陷，貴州和廣東音訊隔絕，皮熊、范鑛、楊鼎和計劃奉他為帝，因張同敞勸止各人而告吹；郝永忠入湖廣後奉他為正朔，與李來亨、劉體仁、王光興和應。清朝將領李國英以清兵擋房山，全力包圍李來亨，使得房山安定。
永曆十六年（1662年）四月，永曆帝遇害，劉體仁等正式奉朱璟溧為正朔。永曆十六年十一月二十一日（1662年12月31日），房山失守，他遇害而死。
清朝湖广总督祖泽远曾在给顺治帝的奏章中提及清军曾在茅麓山附近缴获“伪韩王龙札三十二张，伪龙票一十八张，伪敕札一道，伪金印一颗”。

## 引用
1. 1 2  錢海岳《南明史·卷二十七·列傳第三》：璟溧，端王朗錡子，太祖十世孫，不知何年襲封。南京亡後，間關流寓貴陽，皮熊厚奉之，進女為妃。璟溧故出入患難中，稍習戎伍，恒挾關隴健兒自隨，展轉至韶州、仁化。福京亡，乃自立於平溪，稱定武元年。旋聞昭宗即位，上章敘長幼，不稱臣。北拒清兵，保鄖西房山，自為號令。奉天之變，黔、粵隔絕，行在消息不通，熊、范鑛、楊鼎和欲奉之，以張同敞言而止。已郝永忠入楚，獨稟其正朔，與李來亨、劉體仁、王光興等相應。李國英以清兵當房山，而以全力圍來亨，房山粗安。
2. 1 2  錢海岳《南明史·卷四·本紀第四》：（永曆十六年十一月）辛卯，……鄖西房山陷，韓王璟溧薨。
3. ↑  錢海岳《南明史·卷四·本紀第四》：（永曆十六年四月）辛未，……皖國公劉體仁等奉韓王璟溧正朔。
4. ↑  錢海岳《南明史·卷二十七·列傳第三》：永曆十六年十一月，房山陷，遇害薨。